# الیگودندروسیت
اُلیگودندروسیت (oligodendrocyte) یا الیگودندروگلیا یا یاختهٔ کم‌شاخه، یاختهٔ تولیدکنندهٔ میلین در دستگاه عصبی مرکزی است. الیگوس (به یونانی: ὀλίγος) به معنای اندک است.
اُلیگودندروسیت یکی از انواع سلول‌های گلیال است دارای زوایدی است که به کمک آنها به نورون‌های اطراف چنگ می‌اندازد و غلاف میلین را را دور چندین آکسون ایجاد می‌کند و باعث تشکیل غلاف میلین در دستگاه عصبی مرکزی می‌شود.
تعداد الیگودندروسیت‌ها، نسبت به آستروسیت‌ها (اختریاخته‌ها)، از دیگر انواع سلول‌های گلیال، کمتر است.
اُلیگودندروسیت‌ها در میان اکسونهای میلین دار در ماده خاکستری و سفید مغز و همچنین در اطراف نورون‌های ستاره‌ای شکل قرار دارند. سلول‌های الیگودندروگلیا نورونهای فاقد میلین کوچک را احاطه می‌کند، همچنین این سلول‌ها در اطراف اکسون‌های موجود در دستگاه عصبی مرکزی پوشش میلین را می‌سازند. سلول‌های شوان، فقط برای اکسون‌های محیطی پوشش میلین می‌سازد در حالی که یک الیگودندروگلیا برای حدود ۳۵ اکسون مرکزی میلین می‌سازد.
اکسون‌های میلین‌دار موجود در دستگاه عصبی مرکزی همانند اکسون‌های محیطی قادر به هدایت جهشی هستند، در نتیجه سرعت هدایت افزایش می‌یابد علت آن است که مقدار زیاد لیپید غشا میلین باعث می‌شود که مقدار بار الکتریکی لازم برای واقطبیده کردن منطقه بین گره‌های رانویه اکسون‌ها کم شود بنابراین بار الکتریکی قابل دسترسی برای دپلاریزه کردن گره‌های رانویه افزایش می‌یابد به نظر می‌رسد که الیگودندروگلیا در دستگاه عصبی مرکزی و سلول‌های شوان در دستگاه عصبی پیرامونی تعداد کانال‌های یونی اکسون‌های میلین دار را کنترل می‌کنند به کمک تکنیک ویژه‌ای وجود کانال‌های یونی وابسته به ولتاژ در سلول‌های شوان مشخص شده‌اند به نظر می‌رسد که سلول‌های سازنده میلین این کانال‌ها را برای اکسون‌ها آماده می‌کنند.